# Puerto San José
Puerto San José ist eine Hafenstadt an der Pazifikküste Guatemalas und hat etwa 25.000 Einwohner. Puerto San José ist Verwaltungssitz der Großgemeinde (Municipio) San José im Departamento Escuintla.

## Lage und Klima
Die Stadt liegt etwa 110 km südlich von Guatemala-Stadt am Beginn der Autobahn CA 9 nach Guatemala-Stadt. Das Klima ist tropisch heiß, die Regenzeit dauert von Mai bis Oktober.

## Wirtschaft und Tourismus
Puerto San José war bis in die 1970er Jahre der wichtigste Pazifikhafen Guatemalas und Endpunkt der vom Atlantikhafen Puerto Barrios kommenden Eisenbahnstrecke. Nach dem Bau des modernen, nur wenige Kilometer östlich gelegenen Containerhafens Puerto Quetzal verlor die Stadt viel von ihrer wirtschaftlichen Bedeutung. Der Industriekomplex von Puerto Quetzal ist der wichtigste Arbeitgeber in der Region. Daneben spielt auch der Tourismus eine wichtige Rolle, insbesondere dank der Ferienanlagen in Chulamar und Likín.
Der modernisierte Flughafen Puerto San José hat regionale Bedeutung. Er wird von der Allgemeinen Luftfahrt genutzt und von ausländischen Charterfluggesellschaften angeflogen. Er ist offiziell Ausweichflughafen für den internationalen Flughafen Guatemala-Stadt. In Puerto San José befindet sich ein Fallschirmjägerverband der Streitkräfte Guatemalas.

## Geschichte
In der Kolonialzeit war der bereits von Pedro de Alvarado genutzte, 13 km östlich von Puerto San José gelegene Hafen von Iztapa das Tor Guatemalas zum Pazifik. Erst 1853 wurde Puerto San José gegründet. Die ersten Einwohner kamen hauptsächlich aus Amatitlán und Escuintla. 1982 richtete der Hurrikan David schwere Schäden in Puerto San José an.